# Radball-Weltcup 2025
Der Radball-Weltcup 2025 ist die 23. Austragung des von der UCI veranstalteten Radball-Weltcups. Die Turnier-Serie beginnt am 29. März und endet am 6. Dezember mit dem Weltcup-Finale in Hofen.

## Modus
Für den Weltcup qualifizieren sich je drei Teams aus den vier besten Nationen der letzten Weltmeisterschaft (Deutschland, Schweiz, Österreich, Frankreich) und zwei Teams aus der fünftplatzierten Nation (Tschechien). Aus allen weiteren Ländern ist maximal ein Team teilnahmeberechtigt. Außerdem kann jeder Turnierveranstalter eine Wildcard benennen.

## Turnier-Übersicht
| Turnier    | Austragungsort  | Datum         | Gewinner        | Zweiter       | Dritter       |
| ---------- | --------------- | ------------- | --------------- | ------------- | ------------- |
| 1. Turnier | Baj             | 29. März      | RMC Stein 2     | RS Altdorf 2  | TJ Sokol Zlín |
| 2. Turnier | Hongkong        | 11. Mai       | RSV Großkoschen | RS Altdorf 3  | RSV Kobe      |
| 3. Turnier | Waldbüttelbrunn | 26. Juli      | RMC Stein 1     | RV Dornbirn 1 | RS Altdorf 1  |
| 4. Turnier | Sangerhausen    | 13. September |                 |               |               |
| 5. Turnier | Chemnitz        | 11. Oktober   |                 |               |               |
| 6. Turnier | Winterthur      | 1. November   |                 |               |               |
| 7. Turnier | Schöftland      | 15. November  |                 |               |               |
| Finale     | Hofen           | 6. Dezember   |                 |               |               |

## Punktestand
Für jedes Weltcupturnier werden Weltcuppunkte vergeben. Nach den ersten sieben Turnieren werden die Punkte jedes Teams addiert, und die acht Teams mit den meisten Punkten gelangen ins Finale. Ebenfalls im Finale spielt ein Team aus Asien und das Heimteam (Wildcard) des Veranstalters.
| Rang   | 1  | 2  | 3  | 4  | 5  | 6  | 7  | 8  | 9  | 10 |
| Punkte | 50 | 45 | 40 | 35 | 30 | 25 | 20 | 18 | 16 | 14 |

Der Punktestand entscheidet nur darüber, welche Teams ins Finale gelangen. Dort haben jedoch alle Teams die Chance auf den Gesamtsieg.
| Rang | Team                | Spieler                    | Spieler               | Punkte | Ungarn         | Hongkong       | Deutschland    | Deutschland | Deutschland | Schweiz | Schweiz |
| ---- | ------------------- | -------------------------- | --------------------- | ------ | -------------- | -------------- | -------------- | ----------- | ----------- | ------- | ------- |
| 1    | RMC Stein 2         | Michael Birkner            | Robert Mlady          | 85     | Goldmedaille   |                | 4              |             |             |         |         |
| 2    | RS Altdorf 2        | Fabian Hauri               | Jon Müller            | 63     | Silbermedaille |                | 8              |             |             |         |         |
| 3    | RSV Großkoschen     | Eric Lehmann               | Torben Noatnick       | 50     |                | Goldmedaille   |                |             |             |         |         |
| 3    | RMC Stein 1         | Raphael Kopp               | Bernd Mlady           | 50     |                |                | Goldmedaille   |             |             |         |         |
| 3    | RV Dornbirn 2       | Pascal Fontain             | Patrick Köck          | 50     | 5              |                | 7              |             |             |         |         |
| 3    | MO Svitávka         | Jiří Hrdlička jun.         | Roman Staněk          | 50     | 6              |                | 6              |             |             |         |         |
| 7    | RS Altdorf 3        | Jari Kern                  | Matteo Baumann        | 45     |                | Silbermedaille |                |             |             |         |         |
| 7    | RV Dornbirn 1       | Patrick Schnetzer          | Stefan Feurstein      | 45     |                |                | Silbermedaille |             |             |         |         |
| 9    | TJ Sokol Zlín       | Radek Adam                 | Tomáš Horák           | 40     | Bronzemedaille |                |                |             |             |         |         |
| 9    | RSV Kobe            | Yusuke Murakami            | Yuma Takahashi        | 40     |                | Bronzemedaille |                |             |             |         |         |
| 9    | RS Altdorf 1        | Yannick Fröhlich           | Timon Fröhlich        | 40     |                |                | Bronzemedaille |             |             |         |         |
| 12   | RV Sulz             | Kevin Bachmann             | Michael Velte         | 35     | 4              |                |                |             |             |         |         |
| 12   | Tachikawa CSC 1     | Riku Akatsu                | Yutaro Kodoka         | 35     |                | 4              |                |             |             |         |         |
| 14   | VC Cronenbourg      | Romain Doell               | Michel Luther         | 32     | 9              |                | 9              |             |             |         |         |
| 15   | Tachikawa CSC 2     | Ken Hirano                 | Hideki Yasui          | 30     |                | 5              |                |             |             |         |         |
| 15   | VCE Dorlisheim      | Quentin Seyfried           | Mathias Seyfried      | 30     |                |                | 5              |             |             |         |         |
| 17   | Flying Gravity      | Ka Kin Kenny Chan          | Wing Tai Ho           | 25     |                | 6              |                |             |             |         |         |
| 18   | SK Chodsko          | Jan Holar                  | Martin Kobes          | 20     | 7              |                |                |             |             |         |         |
| 18   | SCAA Loko           | Ko Kwan Yin                | Lo Man Fai            | 20     |                | 7              |                |             |             |         |         |
| 20   | Tatai AC            | Vilmos Toma                | Tamás Arendás         | 18     | 8              |                |                |             |             |         |         |
| 20   | Malaysian ICA       | Mohamad Dhiaulhaq Zulkifli | Mohamad Zikri Dahalan | 18     |                | 8              |                |             |             |         |         |
| 22   | Infinity 1679       | Chan Tsz Chun              | Lau Tsz Pui           | 16     |                | 9              |                |             |             |         |         |
| 23   | KSE Baj 2           | Bence Krausz               | Viktor Ocsik          | 14     | 10             |                |                |             |             |         |         |
| 23   | Rad Boy Thailand    | Buadum Noppharit           | Weerayuth Sonhachak   | 14     |                | 10             |                |             |             |         |         |
| 23   | RKB Waldbüttelbrunn | Johannes Braun             | Michael Krippendorf   | 14     |                |                | 10             |             |             |         |         |